# Millie Bobby Brown

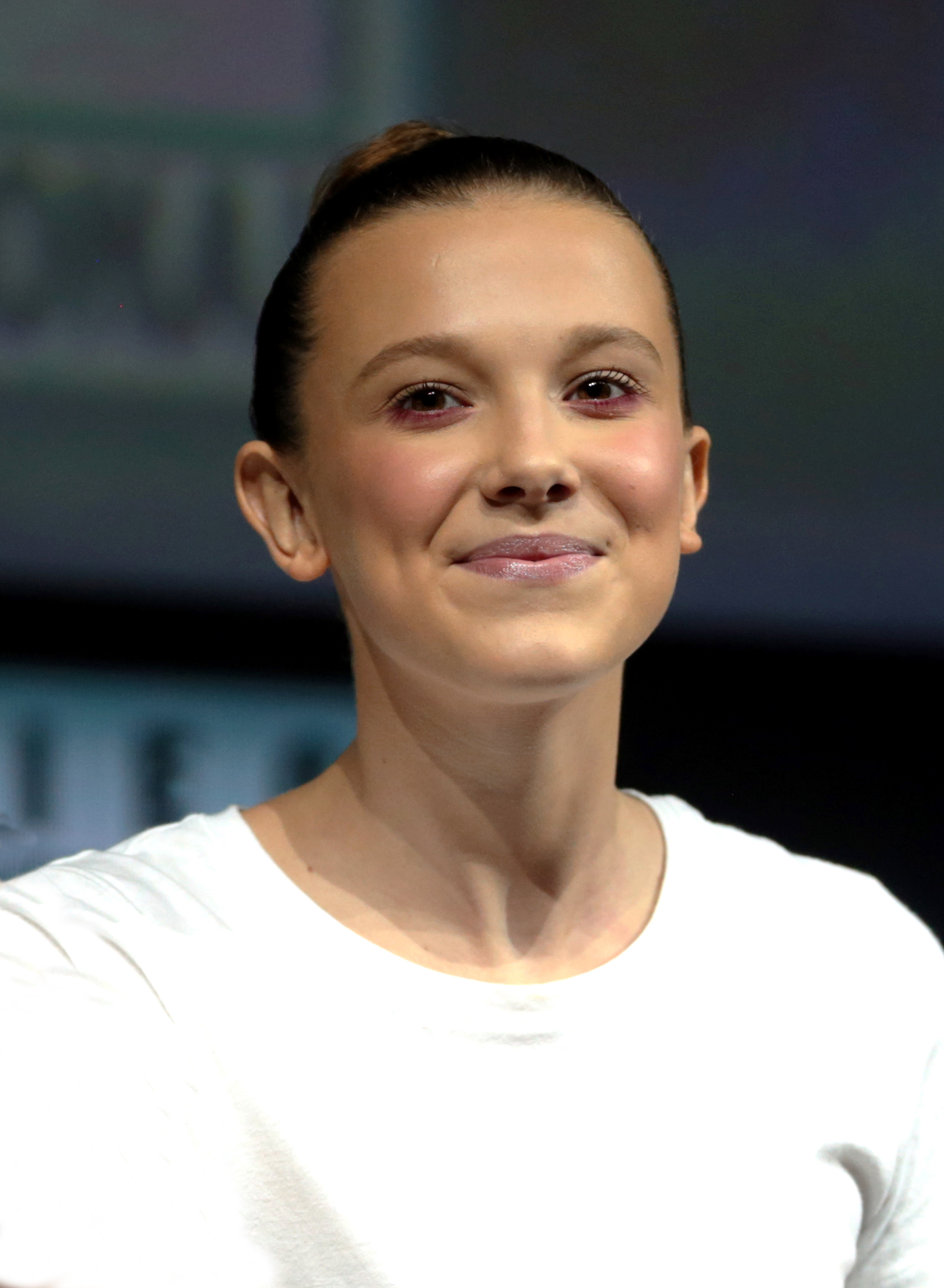
Millie Bobby Brown (2018)

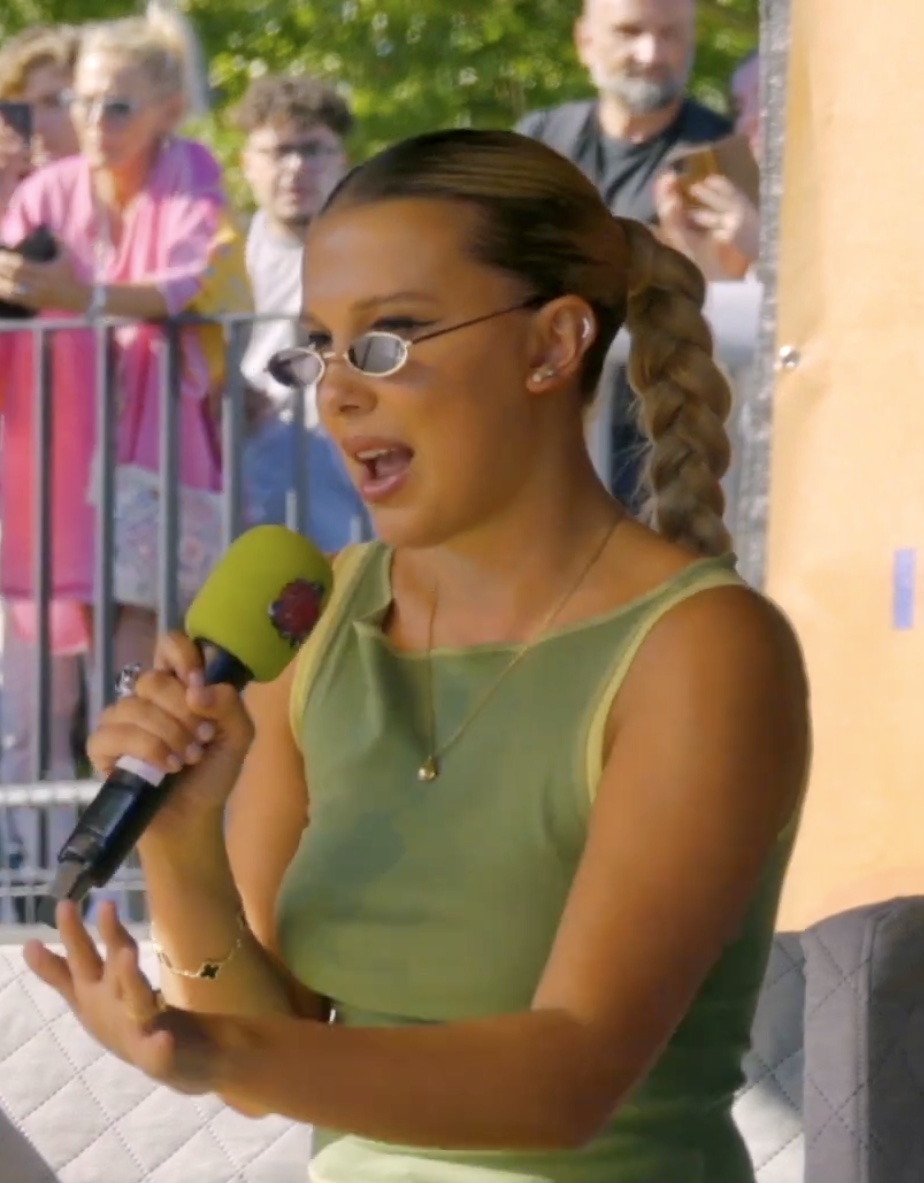
Millie Bobby Brown (2022)

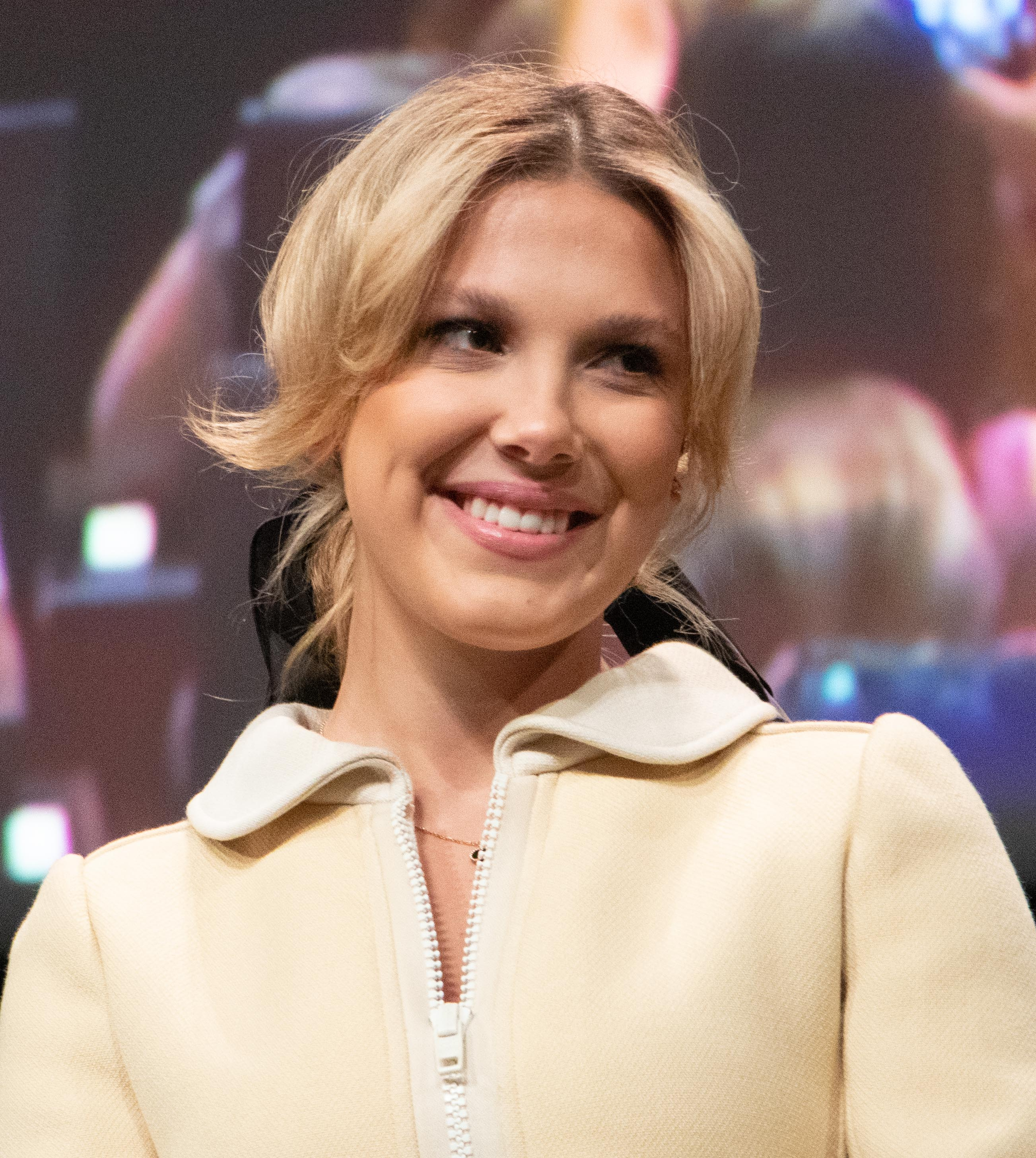
Brown na spotkaniu z fanami Stranger Things (2022)

Millie Bobby Brown, właśc. Millie Bonnie Brown Bongiovi (ur. 19 lutego 2004 w Marbelli) – brytyjska aktorka, producentka filmowa i modelka. Grała w serialu Stranger Things, a także filmach Enola Holmes, Godzilla II: Król potworów i ich kontynuacjach.

## Życiorys

### Dzieciństwo
Urodziła się w mieście Marbella w Hiszpanii jako trzecie z czworga dzieci Kelly i Roberta Brownów. Wychowywała się z bratem Charleyem oraz dwiema siostrami – Paige i Avą. Jej ojciec jest pośrednikiem w obrocie nieruchomościami. Rodzina przeprowadziła się do Bournemouth w Wielkiej Brytanii, kiedy Millie miała cztery lata. Cztery lata później przeprowadzili się do Orlando w Stanach Zjednoczonych.

### Kariera
W 2013 zadebiutowała na małym ekranie w roli młodej Alicji w serialu fantasy produkcji ABC, pt. Once Upon a Time in Wonderland, będącym spin-offem serialu Dawno, dawno temu. Rok później dostała swoją pierwszą główną rolę jako Madison O’Donnell w serialu stacji BBC America pt. Intruders (2014). Wystąpiła gościnnie w serialach, w tym w jednym z odcinków serialu kryminalnego produkcji CBS Agenci NCIS (2014), serialu komediowym ABC Współczesna rodzina (2015) i serialu medycznym ABC Chirurdzy (2015).
W wieku dwunastu lat zyskała międzynarodową popularność dzięki roli Jane „Jedenastki” Ives w pierwszym sezonie serialu grozy Netfliksa Stranger Things, za którą otrzymała nagrodę Saturna za najlepszy występ młodej aktorki w serialu telewizyjnym i MTV Movie Award jako najlepsza aktorka w serialu. Po raz pierwszy wystąpiła na kinowym ekranie jako Madison Russell w filmie o potworach Godzilla II: Król potworów (Godzilla: King of the Monsters, 2019). Powróciła w tej roli w kolejnej produkcji, Godzilla vs. Kong (2021). W filmie kryminalnym Enola Holmes (2020) zagrała tytułową rolę nastoletniej siostry Sherlocka Holmesa (Henry Cavill), która próbuje iść w jego ślady. Swoją rolę powtórzyła w filmie Enola Holmes 2. W 2024 roku  zagrała główną rolę w filmie fantasy Netflixa Dama (Damsel).
Jako fotomodelka była na okładkach magazynów takich jak „Glamour”, „Marie Claire”, „InStyle”, „Expresiones”, „Teen Vogue”, „L’Officiel”, „Harper’s Bazaar”, „W”, „Elle”, „Mujer Hoy”, „Entertainment Weekly”, „Deadline” i „L’Uomo Vogue”.
W 2019 na rynku ukazała się jej autorska marka kosmetyczna Florence by Mills dostępna w  perfumerii Douglas.

## Życie prywatne
Od 2021 roku Brown jest w związku z aktorem Jakiem Bongiovim, synem muzyka Jona Bon Jovi. W kwietniu 2023 roku para się zaręczyła, a w maju 2024 roku aktorzy wzięli ślub podczas prywatnej ceremonii.

## Filmografia
Filmy
| Rok  | Tytuł                                                       | Rola              | Reżyser                 | Uwagi |
| ---- | ----------------------------------------------------------- | ----------------- | ----------------------- | ----- |
| 2018 | Spheres: Songs of Spacetime                                 | narrator (głos)   | Eliza McNitt            |       |
| 2019 | Godzilla II: Król potworów (Godzilla: King of the Monsters) | Madison Russell   | Michael Dougherty       |       |
| 2020 | Enola Holmes                                                | Enola Holmes      | Harry Bradbeer          |       |
| 2021 | Godzilla vs. Kong                                           | Madison Russell   | Adam Wingard            |       |
| 2022 | Enola Holmes 2                                              | Enola Holmes      | Harry Bradbeer          |       |
| 2024 | Dama (Damsel)                                               | księżniczka Elodi | Juan Carlos Fresnadillo |       |
| 2025 | The Electric State                                          | Michelle          | Anthony i Joe Russo     |       |

Seriale
| Rok     | Tytuł                               | Rola                                 | Sieć telewizyjna |
| ------- | ----------------------------------- | ------------------------------------ | ---------------- |
| 2013    | Once Upon a Time in Wonderland      | młoda Alicja                         | ABC              |
| 2014    | Intruders                           | Madison O’Donnell                    | BBC America      |
| 2014    | Agenci NCIS (NCIS)                  | Rachel Barnes                        | CBS              |
| 2015:   | Współczesna rodzina (Modern Family) | Lizzie                               | ABC              |
| 2015:   | Chirurdzy (Grey's Anatomy)          | Ruby                                 | ABC              |
| od 2016 | Stranger Things                     | Jane „Jedenastka” Ives / Jane Hopper | Netflix          |

Teledyski
| Rok  | Tytuł                                                 | Wykonawca                             |
| ---- | ----------------------------------------------------- | ------------------------------------- |
| 2016 | „Find Me”                                             | Sigma z gościnnym udziałem Birdy      |
| 2017 | „I Dare You”                                          | The xx                                |
| 2018 | „Girls like You”                                      | Maroon 5 z gościnnym udziałem Cardi B |
| 2018 | „In My Feelings”                                      | Drake                                 |
| 2019 | „Happy Anniversary, All I Want for Christmas Is You!” | Mariah Carey                          |

## Nagrody i nominacje
| Lata | Nominowana praca | Nagroda                           | Kategoria                                                   | Rezultat  |
| ---- | ---------------- | --------------------------------- | ----------------------------------------------------------- | --------- |
| 2017 | Stranger Things  | Primetime Emmy Awards             | Outstanding Supporting Actress in a Drama Series            | Nominacja |
| 2017 | Stranger Things  | Nagroda Gildii Aktorów Ekranowych | Outstanding Performance by an Ensemble in a Drama Series    | Wygrana   |
| 2017 | Stranger Things  | Screen Actors Guild Awards        | Outstanding Performance by a Female Actor in a Drama Series | Nominacja |
| 2017 | Stranger Things  | People’s Choice Award             | Favorite Sci-Fi/Fantasy TV Actress                          | Nominacja |
| 2017 | Stranger Things  | Gold Derby TV Awards              | Drama Supporting Actress                                    | Nominacja |
| 2017 | Stranger Things  | Teen Choice Awards                | Choice Breakout TV Star                                     | Nominacja |
| 2017 | Stranger Things  | Gold Derby TV Awards              | Breakthrough Performer of the Year                          | Wygrana   |
| 2017 | Stranger Things  | Nagroda Saturn                    | Best Younger Actor in a Television Series                   | Wygrana   |
| 2017 | Stranger Things  | Fangoria Chainsaw Awards          | Best TV Actress                                             | Wygrana   |
| 2017 | Stranger Things  | MTV Movie & TV Awards             | Best Hero                                                   | Nominacja |
| 2017 | Stranger Things  | MTV Movie & TV Awards             | Best Actor in a Show                                        | Wygrana   |
| 2017 |                  | NME Awards                        | Hero of the Year                                            | Nominacja |